# Villabuena de Álava
Villabuena de Álava in castigliano e Eskuernaga in basco, è un comune spagnolo  situato nella comunità autonoma dei Paesi Baschi.